# Ernst Ehrlich
Ernst Ludwig Ehrlich (ur. 27 marca 1921 w Berlinie, zm. 21 października 2007 w Riehen) – szwajcarsko-żydowski filozof. Zajmował się filozofią religii. W lipcu 1943 roku uciekł z hitlerowskich niemiec do Szwajcarii używając fałszywego paszportu. Od 1961 do 1994 był dyrektorem żydowskiej organizacji B’nai B’rith.

## Publikacje
- Der Traum im Alten Testament, Töpelmann (Beihefte zur Zeitschrift für die Alttestamentliche Wissenschaft 73), Berlin 1953
- Geschichte der Juden in Deutschland, Schwann (Geschichtliche Quellenschriften 6), Düsseldorf 1957
- Geschichte Israels. Von den Anfängen bis zur Zerstörung des Tempels (70 n. Chr.), de Gruyter (Sammlung Göschen 231/231a), Berlin 1958
- Die Kultsymbolik im Alten Testament und im nachbiblischen Judentum (in: Symbolik der Religionen, Band 3, hg. v. Ferdinand Herrmann), Hiersemann, Stuttgart 1959
- Der antike jüdische Staat, Niedersächsische Landeszentrale für politische Bildung (Probleme des Judentums 1), Hannover 1964
- Judenhaß – Schuld der Christen?! Versuch eines Gesprächs (mit Willehad Paul Eckert), Hans Driewer, Essen 1964
- Juden und Christen haben eine Zukunft (mit Franz König), Pendo, Zürich 1988
- Der Umgang mit der Shoah. Wie leben Juden der zweiten Generation mit dem Schicksal der Eltern?, Schneider, Gerlingen 1993
- Jüdisches Leben und jüdische Kultur in Deutschland. Geschichte, Zerstörung und schwieriger Neubeginn (mit Hans Erler), Campus, Frankfurt am Main 2000
- Reden über das Judentum, Kohlhammer (Judentum und Christentum 6), Stuttgart 2001
- Judentum verstehen. Die Aktualität jüdischen Denkens von Maimonides bis Hannah Arendt (hg. mit Hans Erler), Campus, Frankfurt am Main 2002
- „Gegen alle Vergeblichkeit“. Jüdischer Widerstand gegen den Nationalsozialismus (mit Hans Erler und Arnold Paucker), Campus, Frankfurt am Main 2003